# Bagdad (Australie)
Pour les articles homonymes, voir Bagdad (homonymie).
Bagdad (739 habitants) est une localité de Tasmanie en Australie située sur la Midland Highway reliant les deux plus grandes villes de Tasmanie (Hobart et Launceston). Elle est située à 37 km au nord de Hobart.
L'origine du nom de l'endroit serait due à l'explorateur Hugh German qui parcourut la région avec la Bible et les contes des mille et une nuits dans ses bagages et donna à l'endroit un nom trouvé dans ses livres.